# Черногория на зимних Олимпийских играх 2010
Черногория  на зимних Олимпийских играх 2010 была представлена  одним спортсменом. Горнолыжник Боян Косич квалифицировался для участия в слаломе и гигантском слаломе. Эта Олимпиада стала первой в истории независимой Черногории.

## Результаты соревнований

### Горнолыжный спорт
Мужчины
| Соревнование      | Спортсмены | 1 спуск | 2 спуск | Всего   | Место |
| ----------------- | ---------- | ------- | ------- | ------- | ----- |
| Гигантский слалом | Боян Косич | 1:27,74 | 1:30,29 | 2:58,03 | 61    |
| Слалом            | Боян Косич | 56,15   | 59,17   | 1:55,32 | 40    |